# Nessler ball

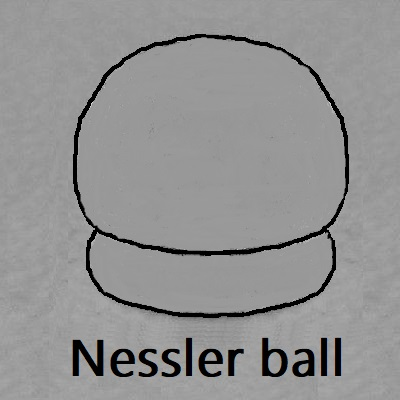
Esboço de uma Nessler ball

A Nessler ball, ou balle Nessler, é um tipo de projétil para mosquetes de carregamento pelo cano. Ele foi desenvolvido para aumentar a precisão e o alcance de mosquetes de cano de "alma" lisa e foi usado na Guerra da Crimeia.

## Características
Muito usada na Europa continental na década de 1850, a Nessler ball era uma bala de chumbo de formato cilindro-cônico curto, com uma cavidade cônica na sua base. A Nessler ball foi desenhada com uma espécie de "saia" na sua base, o seu objetivo era se expandir sob pressão e selar o cano, aumentando a velocidade de saída da bala.
Um desenho similar, chamado "Chace ball" (devido a seu criador W.B. Chace), foi desenvolvido em 1861 nos Estados Unidos, mas não foi adotado.